# 贺辅民
贺辅民（Elisha Albright Hoffman，1839年5月7日—1929年11月25日）是一位美国牧师、圣诗作者。
1839年5月7日，贺辅民出生在美国宾夕法尼亚州Schuylkill县的Orwigsburg，父母是德国后裔，父亲弗兰西斯是福音协会（Evangelical Association）的牧师。他就读于费城的公立学校中央中学，以及本州新柏林的协和神学院，1868年按立为牧师。此后任职于俄亥俄州克里夫兰的福音协会出版社11年时间，1880年代在俄亥俄州的克里夫兰和Grafton牧会。19世纪末、20世纪初在密歇根州Benton Harbor的第一长老会，1911年到1922年在伊利诺斯州的Cabery牧会。1929年11月25日，贺辅民在美国芝加哥去世，享年90岁，安葬在芝加哥的OakWoods公墓 。
贺辅民没有接受过专门的音乐教育，但他是一位天生的音乐家。他一生创作了二千多首圣诗，编辑了50本圣诗集，其中广为流传的著名圣诗有：
- “何等奇妙的救主”（What a Wonderful Saviour!）
- “我已轉身背向俗世”（I've turned my back up -on the world）
- “我所有苦況必須告訴主”（I must tell Jesus all of my trials）
- 交通何甜美（What a fellowship）
- 曾否就主求他洗净你罪愆（Have you been to Jesus for the cleansing pow'r？）
- 在十字架我救主舍命（Down at the cross where my Savior died）